# Azione vincolata
Con azione vincolata si fa riferimento ad un tipo di azione di una società che non è pienamente trasferibile finché certe condizioni non sono state soddisfatte. Al soddisfacimento di queste condizioni, l'azione non è più vincolata, e diventa trasferibile alla persona che la detiene.
Le azioni vincolate sono spesso usate come una forma di pagamento per gli impiegati, nei quali casi diventa trasferibile al soddisfacimento di certe condizioni, come ad esempio un periodo lavorativo prolungato o il raggiungimento di altri obiettivi, come ad esempio un determinato livello di utili per azione o altri obiettivi finanziari. Le azioni vincolate sono un'alternativa popolare alle stock options, in particolare modo per i dirigenti, per via di trattamenti fiscali e regole di contabilizzazione particolarmente favorevoli.